# Борткевич, Генрих Станиславович
Генрих Станиславович Бортке́вич (1922—1994) — новатор производства, один из инициаторов освоения скоростной обработки металла.

## Биография
Он родился 25 июня 1922 года в Пскове, откуда вскоре семья переехала в Ленинград.
В 1937 году поступил в школу ФЗУ, после её окончания работал токарем ЛCCЗ имени Я. М. Свердлова.
В 1940—1946 годах служил в РККА, участник войны.
После увольнения в запас вернулся на завод. Совместно с инженерами улучшил геометрию резцов, применил резцы с пластинками из твёрдых сплавов. Один из первых в СССР (1948) достиг скорости точения 700 м/мин.
Член ВКП(б) с 1950 года. Окончил ЛИТМО (1965). С 1966 года работал ведущим конструктором на одном из ленинградских предприятий.
Умер в 1994 году в Санкт-Петербурге. Урна с прахом захоронена в колумбарии на Киновеевском кладбище.
Сочинения: На высоких скоростях, М., 1949 (совместно с П. Быковым и др.).

## Награды и премии
- Сталинская премия второй степени (1949) — за внедрение скоростных методов обработки металлов резанием, обеспечивающих значительное повышение производительности труда
- орден Отечественной войны II степени (6.4.1985).